# Amy Stewart
Amy N. Stewart es una escritora estadounidense conocida por sus libros sobre horticultura y el mundo natural.

## Biografía
Stewart creció en Arlington, Texas, con su padre, el músico Vic Stewart, quien salió de gira con la banda de Doc Severinsen; su madre, Dee Stewart, quien tuvo una carrera en relaciones públicas; y su hermano más joven, Jason Stewart, un editor de cine y televisión. Se graduó en la Arlington High School y recibió un título de grado en antropología y una maestría en planificación regional y comunidad (MSCRP, por sus siglas en inglés) de la University of Texas en Austin. Actualmente vive en Eureka, California, donde es copropietaria de una tienda de libros antiguos. Stewart es cofundadora del blog hortícola Garden Rant.
Las plantas venenosas son su hobby, su jardín de plantas venenosas está incluido en la lista de la revista Popular Mechanics como uno de los 18 jardines más extraños del mundo.

## Obra

### Ficción
- Una chica con pistola (Girl Waits With Gun). 2016. Siruela ISBN 978-84-16638-82-6. Una novela histórica basada en la vida de Constance Kopp y sus hermanas, Norma y Fleurette.[5]
- Mujer policía busca problemas (Lady Cop Makes Trouble). 2017. Siruela ISBN 978-84-17041-40-3.
- Las confesiones a medianoche de Constance Kopp (Miss Kopp's Midnight Confessions). 2018. Siruela. ISBN 978-84-17454-42-5.
- Mis Kopp Jusy Won't Quit. 2018. No traducido al castellano.

### No ficción
- Botánica para bebedores (Las plantas que han dado origen a las mejores bebidas del mundo) (The Drunken Botanist. The Plants That Create the World's Great Drinks). 2017. Salamandra. ISBN 978-84-16295-09-8.